# حزب الخضر المصري
حزب الخضر المصري هو حزب سياسي مصر أسسه الدبلوماسي الأسبق حسن رجب في أبريل 1990م بهدف الحفاظ علي البيئة ومواجهة المشكلات البيئية ومواجهة الفقر وغزو الصحراء كأساس لتحقيق نقلة حضارية شاملة.
يعمل الحزب على نشر الاهتمام بالقضايا البيئية بين المواطنين وهو يمثل فكر أحزاب الخضر في مصر، واستطاع حصد بعض المقاعد خلال انتخابات مجلس الشورى المصري في دورة عام 2001.

## رؤساء الحزب في تاريخه
- حسن رجب
- عبد السلام داوود
- كمال كيره
- بهاء بكري
- عبد المنعم الأعصر
- هشام زايد
- محمد رفعت احمد
- ماجدة عنان
- خالد جوشن

## مبادئ الحزب
- تأمين النظام البيئي، وتحقيق توازن حذر بين التطور الحضاري وبين المقومات والخصائص الطبيعية.
- المشاركة الشعبية في المحافظة على البيئة من خلال الحركات القومية والجمعيات الأهلية والمنظمات غير الحكومية.
- بناء الإنسان المصري السليم صحياً واجتماعياً.
- تعميق جذور الانتماء للوطن والعمل على تحقيق الصالح العام.
- اعتبار الشريعة الإسلامية مصدرا للتشريع.
- التأكيد على حرية الممارسة السياسية وحق تشكيل الأحزاب السياسية.
- الحريات الاجتماعية مكفولة الإنسان المصري.
- وضع خطة للتنمية الاقتصادية والبيئية لإعادة تنظيم الاقتصاد المصري.